# Eubolina impartialis
Eubolina impartialis är en fjärilsart som beskrevs av Harvey 1875. Eubolina impartialis ingår i släktet Eubolina och familjen nattflyn. Inga underarter finns listade i Catalogue of Life.